# Chiesa Centrale della Università Cattolica del Sacro Cuore
Chiesa Centrale della Università Cattolica del Sacro Cuore é uma capela universitária privada localizada no Largo Francesco Vito, 1, no quartiere Trionfale de Roma, no interior da Universidade Católica do Sagrado Coração. 
Este edifício certamente tem as dimensões e a aparência de uma igreja, mas a Diocese de Roma a considera como uma capela privada no território da paróquia de Gesù Divino Maestro. A diferença fundamental é que a igreja deve estar, pelo menos por alguns períodos, aberta livremente ao público e que ali se realizem missas. Apesar disso, a Diocese, em seu website, concede a ela o título honorífico de "igreja". 

## História
A Universidade Católica do Sagrado Coração foi fundada em Milão em 1921 como um instituto de pesquisa católico privado e se transformou na maior universidade católica do mundo. O campus de Roma foi proposto pela primeira vez em 1936 para abrigar a faculdade de medicina, mas as obras só iniciaram em 1958; a inauguração ocorreu em 1961, incluindo a igreja. No mesmo ano, começou a construção de um grande hospital-escola, o Policlinico Universitario Agostino Gemelli, um edifício enorme que se espalha para o sul do bloco da faculdade.

## Descrição
A igreja tem uma planta em cruz latina, com uma nave simples de quatro baias seguida por um largo transepto. No fundo está um presbitério de baia única com uma abside externa. Alas da universidade flanqueiam as laterais da igreja à pouca distância, encostando apenas nas extremidades do transepto. Por isso, o exterior é difícil de visualizar. O telhado principal é pontiagudo com duas águas e cobre a nave, o transepto e o presbitério. A abside semicircular tem seu próprio telhado subdividido em setores.
A entrada acrescenta mais uma baia, que é parte de um bloco estruturalmente separado na frente. Ele tem teto plano na altura dos dois beirais nas pontas do telhado principal atrás.
A fachada é bem antiquada para a data da construção da igreja. Ela é monumental e em estilo neobarroco, funcionando como entrada principal para o bloco de administração da universidade. A ela se chega através de uma longa escadaria assentada sobre um aclive ajardinado. A composição é toda em tijolos vermelhos aparentes com detalhes arquitetônicos em calcário branco, em dois andares. O primeiro tem cinco pilastras coríntias, incluindo duas nos cantos; elas dividem o espaço em três zonas largas e outras duas mais estreitas. Nas primeiras estão as portas de entrada e as últimas são recuadas. 
As portas laterais, menores, tem frontões triangulares e uma pequena janela quadrada com moldura de pedra acima; a central tem um frontão segmentado com a cornija interrompida por um relevo heráldico. As pilastras sustentam um entablamento completo, sobre o qual está assentado um plinto ático que suporta o segundo andar. Entre os capitéis das pilastras estão painéis com guirlandas em relevo. O segundo andar tem o mesmo número de pilastras e o mesmo arranjo geral. Porém, apenas as pilastras centrais tem capitéis coríntios (os demais são cegos). Elas suportam um entablamento superior sem arquitrave. O trecho do entablamento sobre o par central de pilastras coríntias, porém, tem uma arquitrave e, sobre ela, um frontão triangular contendo um escudo heráldico em relevo.
A zona central do segundo andar se abre numa grande janela com um frontão segmentado elevado e decorada com vitrais. As duas zonas exteriores tem, cada uma, um profundo portal aberto e de topo curvo, com a arquivolta moldada e se projetando a partir de impostas. Sobre o portal da esquerda está um relógio e, sobre o da direita, uma bússola. A janela e os portais são cercados por balaustradas de pinos que invadem o plinto ático abaixo.
As zonas exteriores são, cada uma, coroadas com um elaborado quisque que se parece com um campanário, mas sem sinos. Cada um deles tem uma planta quadrada com uma abertura arqueada em cada fachada, do mesmo tamanho e forma do portal logo abaixo. Nos cantos estão um par de pilastras cegas terminadas em corbéis que sustentam o entablamento. Sobre este, de cada lado, estão frontões triangulares.
Acima de cada quiosque estão pequenas cúpulas octogonais com os lados diagonais mais curtos e de tambores baixos. A cúpula propriamente dita, relativamente alta, é recoberta por telhas no formato de escamas de peixe. Um finial com uma bola e uma cruz coroa a composição.

## Outras capelas no complexo
A universidade conta ainda com duas capelas externas separadas, localizadas em salas no segundo e no terceiro pisos do Policlinico. O altar desta última é dedicado a São Giuseppe Moscati, um santo médico de Nápoles morto em 1927.